# Richard Bright (Schauspieler)

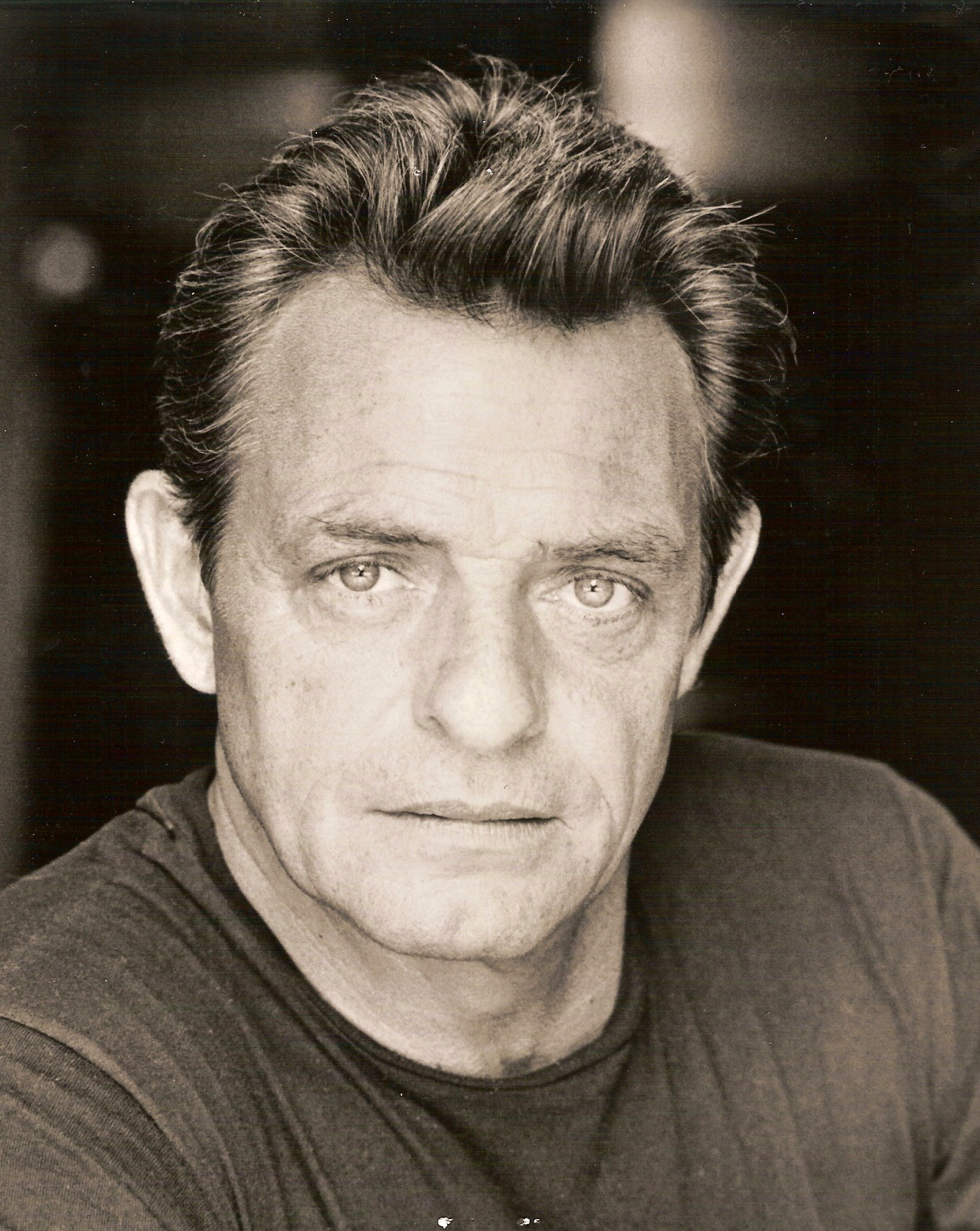
Richard Bright

Richard James Bright (* 28. Juni 1937 in Brooklyn, New York City; † 18. Februar 2006 in Manhattan, New York City) war ein US-amerikanischer Schauspieler. Er wurde international bekannt durch seine Rolle des Al Neri in den drei Teilen der Mafia-Trilogie Der Pate von Francis Ford Coppola.

## Leben und Karriere
Bright wurde als Sohn des Schiffbauers Ernest Bright und seiner Frau Matilda im New Yorker Stadtbezirk Brooklyn geboren. Bright und seine drei Brüder wurden nach englischen Königen benannt, Richard nach Richard Löwenherz. 1959 feierte er im Alter von 18 Jahren sein Filmdebüt in Robert Wises Wenig Chancen für morgen. Er wirkte außerdem in einigen Filmen seines Freunds Sam Peckinpah mit.
In erster Ehe war Bright von 1957 bis 1960 mit Elisa Granese verheiratet. Die gemeinsame Tochter Diane stammt aus dieser Verbindung.
1965 spielte Bright die Hauptrolle des Billy the Kid in Michael McClures Theaterstück „The Beard“. Nach jeder Vorstellung wurden er und seine Kollegin Billie Dixon, die die weibliche Hauptrolle spielte, für „obszöne Äußerungen“ und die „Darstellung sexueller Handlungen“ von der Polizei verhaftet. Vor Gericht wurde Bright von der American Civil Liberties Union unterstützt. Man berief sich auf die im ersten Zusatzartikel zur Verfassung der Vereinigten Staaten garantierte freedom of speech. Das Verfahren endete mit einem Freispruch.
Ab 1977 war Bright mit Rutanya Alda verheiratet. Der gemeinsame Sohn Jeremy wurde 1988 geboren und ist ebenfalls als Schauspieler tätig.
Bright starb am 18. Februar 2006 im Alter von 68 Jahren. Der Schauspieler überquerte auf einem markierten Fußgängerüberweg eine Straße in der Upper West Side in New York, als er vom hinteren Teil eines Busses gestreift wurde. Der Fahrer bemerkte den Zusammenstoß nicht und fuhr weiter. Bright starb auf dem Weg ins Roosevelt Hospital, in dem man ihn bei seiner Ankunft für tot erklärte.

## Filmografie (Auswahl)
- 1959: Wenig Chancen für morgen (Odds Against Tomorrow)
- 1964: Preston & Preston (The Defenders, Fernsehserie, Folge 3x20)
- 1972: Der Pate (The Godfather)
- 1972: Getaway (The Getaway)
- 1973: Pat Garrett jagt Billy the Kid (Pat Garrett & Billy the Kid)
- 1974: Der Pate – Teil II (The Godfather Part II)
- 1976: Der Marathon-Mann (Marathon Man)
- 1983: Zwei vom gleichen Schlag (Two of a Kind)
- 1984: Es war einmal in Amerika (Once Upon a Time in America)
- 1988: Red Heat
- 1990: The Ambulance
- 1990: Der Pate III (The Godfather Part III)
- 1994: No Panic – Gute Geiseln sind selten (The Ref)
- 1996: Jung, weiblich, gnadenlos (Jaded)
- 2002: Die Sopranos (Episode The Weight)
- 2002: Criminal Intent – Verbrechen im Visier (Law & Order: Criminal Intent, Fernsehserie, Folge 2x06 Malignant)